# Mestival
El Mestival o Festival Internacional de Música i Cultura Ètnica i Mestissatge, és un festival que es realitza des de 1996 entre els mesos de maig i juny a la ciutat d'Elx (País Valencià). Aquest festival representa un fòrum per a l'acostament i l'intercanvi cultural entre els pobles del món. Es caracteritza per espectacles de música, dansa, cinema, teatre i tallers sobre gastronomia. El festival té com a objectiu principal fomentar la pau i la fraternitat, i té lloc en l'entorn natural del Palmerar d'Elx, declarat des de 2000 Patrimoni de la Humanitat per la Unesco.